# Sephanoides
Sephanoides är ett släkte med fåglar i familjen kolibrier. Det omfattar två arter:
- Eldkronekolibri (S. sephanoides)
- Juanfernandezkolibri (S. fernandensis)